# Classe Mariscal Sucre
Le fregate venezuelane della Classe Mariscal Sucre sono sei unità missilistiche tipo Lupo che il Venezuela ordinò ai cantieri italiani il 24 ottobre 1975 e costruite tra il 1976 e il 1979 entrarono in servizio tra il 1980 e il 1982. Sono simili alle unità peruviane eccetto qualche modifica all'elettronica e con motori diesel 8.000 hp leggermente più potenti delle altre Lupo. Delle sei unità, quattro sono state costruite a Riva Trigoso e due, General Urdaneta e General Salóm, ad Ancona.
Queste unità hanno partecipato ad importanti esercitazioni navali ed in particolare sono state, nel corso degli anni, protagoniste dell'esercitazione multinazionale UNITAS.

## Modernizzazione
Le prime due unità della classe, Mariscal Sucre e Almirante Brión sono state rimodernate tra il 1998 ed il 2002 presso gli stabilimenti Ingalls Shipbuilding di Pascagoula nel Mississippi, gli stessi dove sono state costruite molte unità della US Navy tra cui 12 cacciatorpediniere della Classe Arleigh Burke.
L'accordo per la modernizzazione delle due unità venne sottoscritto con il cantiere americano nel luglio 1992, ma il contratto definitivo che ammontava a 315 milioni di dollari venne firmato nel 1997.
Le modifiche hanno riguardato la totale revisione dello scafo, la sostituzione dei motori diesel di propulsione, la modernizzazione delle turbine a gas, la sostituzione del sistema di controllo dell'apparato propulsore, la sostituzione dei gruppi elettrogeni, un nuovo radar di navigazione, nuovo sonar a scafo, nuovi sistemi elettronici che hanno ammodernato il sistema di comando e controllo migliorando notevolmente il livello di automazione e consentendo di ridurre l'equipaggio da 185 a 131 uomini. Per le altre unità, attualmente in fase di ammodernamento nei cantieri di Puerto Cabello in Venezuela, i lavori di ammodernamento hanno subito notevoli ritardi, prima per motivi finanziari e successivamente per la rottura dei rapporti bilaterali tra Venezuela e Stati Uniti.
Le unità sulle quali sono stati eseguiti i lavori sono ora dotate di motori diesel MTU 20V 1163, del nuovo radar di sorveglianza e ricerca aerea Elta EL/M-2238 Star 3D, dei sistemi Elisra ESM NS 9003 ed ECM NS 9005 e del sistema di combattimento Elbit ENTCS 2000. I lanciatori SCLAR sono stati sostituiti da lanciatori Mk 137 da 130mm, così come il sonar che nella nuova configurazione è il Northrop Grumman SQS-53C montato sullo scafo. Le navi sono equipaggiate del sistema di navigazione Sperry marine MK 39 e del sistema di comunicazione integrato DRS Technologies SHI NCOM 2100.

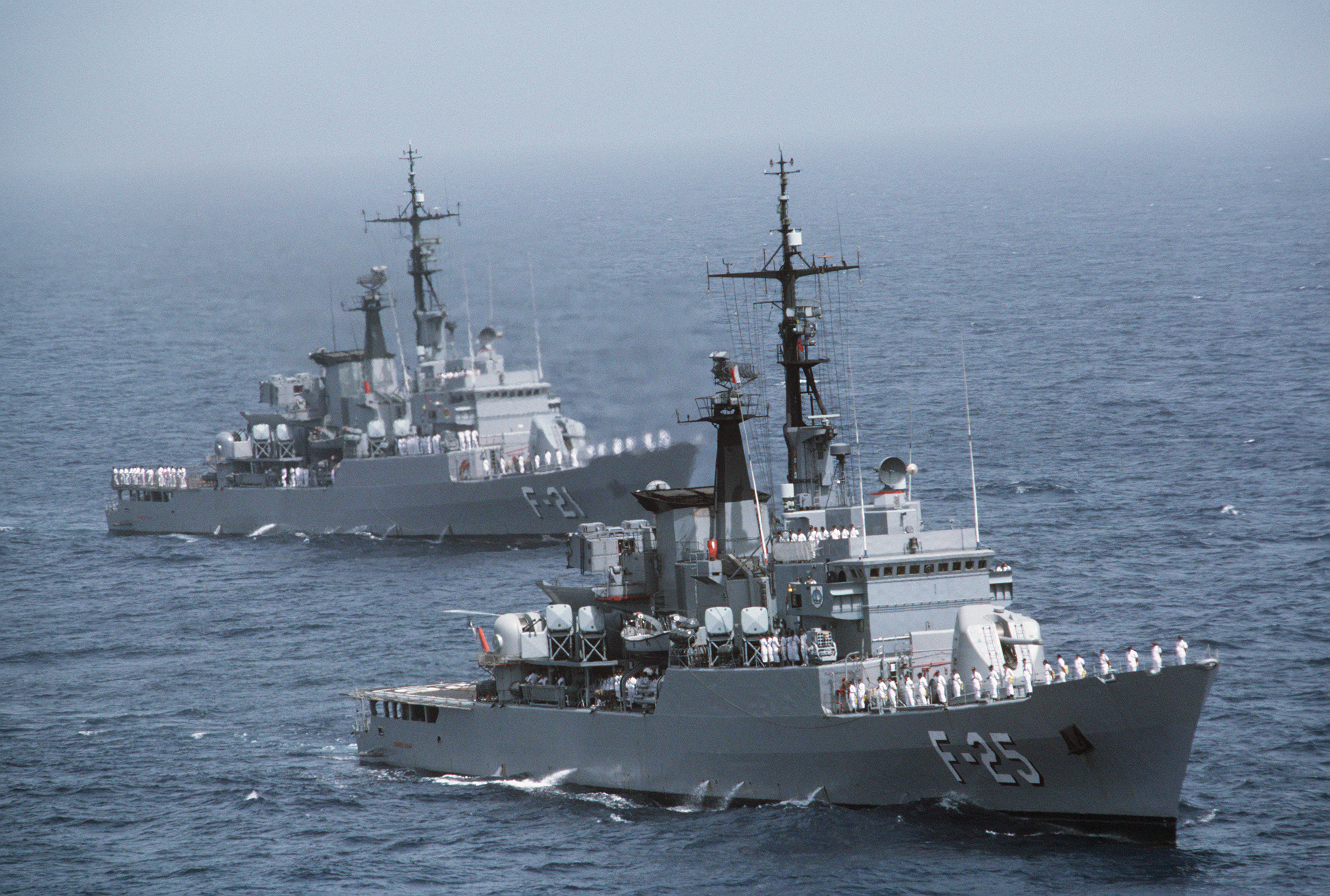
Mariscal Sucre e General Salóm in una manovra
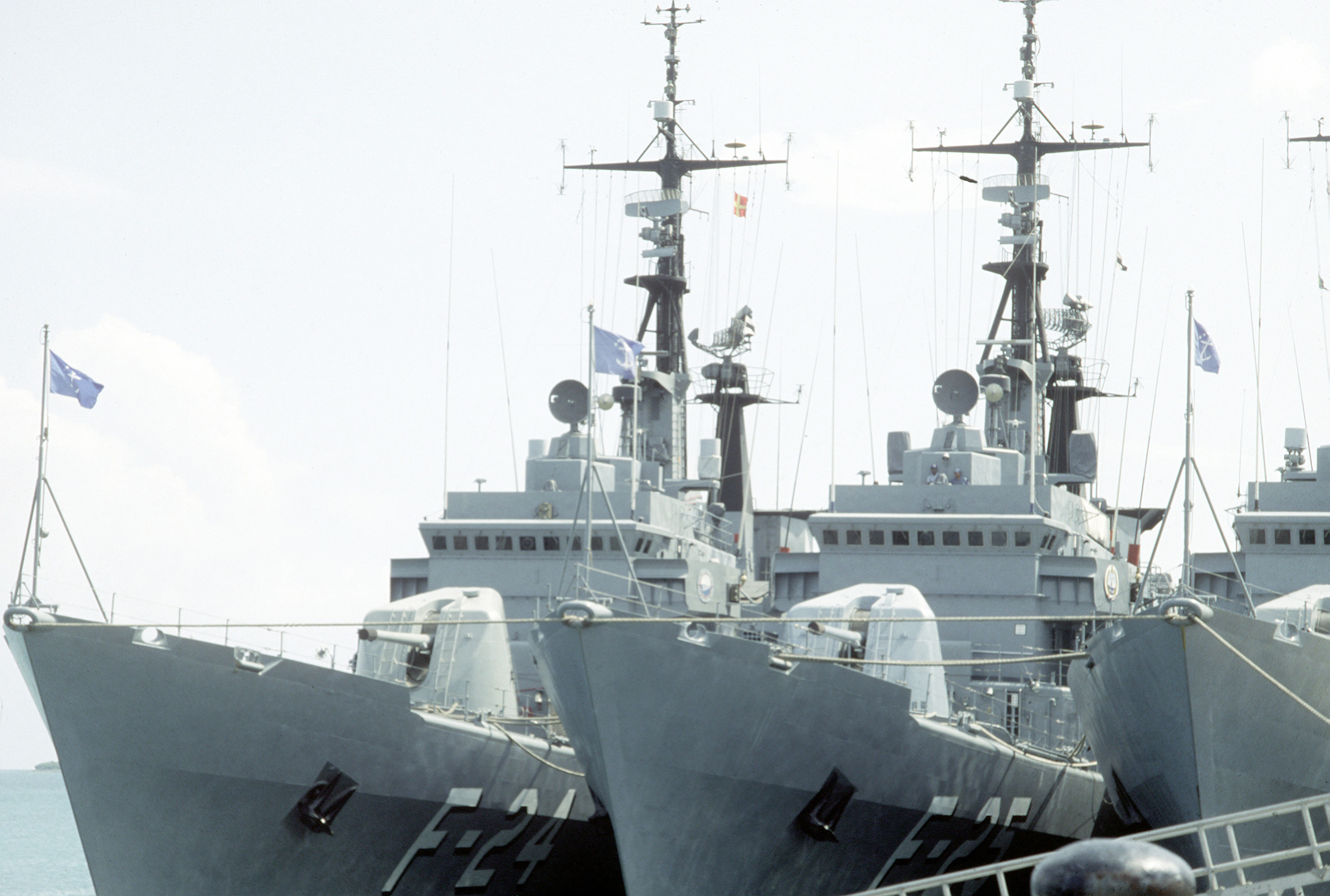
General Soublette (F-24) e General Salóm( F-25)

### Unità
| ANBV - Clase Mariscal Sucre tipo Lupo | ANBV - Clase Mariscal Sucre tipo Lupo | ANBV - Clase Mariscal Sucre tipo Lupo | ANBV - Clase Mariscal Sucre tipo Lupo | ANBV - Clase Mariscal Sucre tipo Lupo | ANBV - Clase Mariscal Sucre tipo Lupo |
| Matricola                             | Nome                                  | Cantiere                              | Impostazione                          | Varo                                  | Entrata in servizio                   |
| ------------------------------------- | ------------------------------------- | ------------------------------------- | ------------------------------------- | ------------------------------------- | ------------------------------------- |
| F-21                                  | ARV Mariscal Sucre                    | Riva Trigoso                          | 19 novembre 1976                      | 28 settembre 1978                     | 14 luglio 1980                        |
| F-22                                  | ARV Almirante Brión                   | Riva Trigoso                          | giugno 1977                           | 22 febbraio 1979                      | 7 marzo 1981                          |
| F-23                                  | ARV General Urdaneta                  | CNR - Ancona                          | 23 gennaio 1978                       | 23 marzo 1979                         | 8 agosto 1981                         |
| F-24                                  | ARV General Soublette                 | Riva Trigoso                          | 26 agosto 1978                        | 4 gennaio 1980                        | 4 dicembre 1981                       |
| F-25                                  | ARV General Salóm                     | CNR - Ancona                          | 7 novembre 1978                       | 13 gennaio 1980                       | 3 aprile 1982                         |
| F-26                                  | ARV Almirante García                  | Riva Trigoso                          | 21 agosto 1979                        | 4 ottobre 1980                        | 30 luglio 1982                        |